# Natuurlijk persoon
Een natuurlijk persoon is een menselijk individu dat, behoudens gebleken handelingsonbekwaamheid, in juridische zin drager van rechten en verplichtingen is.
Een natuurlijk persoon kan zelfstandig in het rechtsverkeer optreden, en vormt daarmee, net als zijn juridische tegenhanger, de rechtspersoon (een abstracte juridische entiteit, bijvoorbeeld een vereniging), een rechtssubject. 
Volgens artikel 6 van de Universele Verklaring van de Rechten van de Mens heeft ieder mens het fundamentele mensenrecht om als (natuurlijk) persoon erkend te worden; een staat mag dus geen onderscheid maken tussen menselijke individuen in het al of niet toekennen van de juridische status van natuurlijk persoon.

## Begin en einde van de status van 'natuurlijk persoon'
Het zijn van een natuurlijk persoon vangt algemeen aan met het levend en levensvatbaar geboren zijn van een individu. 
Het zijn van een natuurlijk persoon eindigt met het overlijden. Vroeger eindigde die ook met de burgerlijke dood.
Het overlijdenscriterium dat thans gehanteerd wordt, is de hersendood. De natuurlijke persoonlijkheid houdt pas op te bestaan wanneer alle levensfuncties volledig en onomkeerbaar uitgevallen zijn en de betrokkene geen teken van leven meer geeft. Iemand die zich jarenlang in een comateuze toestand bevindt, kan zijn natuurlijke persoonlijkheid gedurende al die jaren behouden. Een klinisch dode patiënt daarentegen, die verkeert in een vegetatieve staat en die in leven gehouden wordt met mechanische en chemische middelen, behoudt zijn natuurlijke persoonlijkheid niet.